# Chuck Higgins
Chuck Higgins (Gary, 17 april 1924 - Los Angeles, 14 september 1999) was een Amerikaanse jazz-, r&b- en rocksaxofonist.

## Carrière
Higgins verhuisde in zijn tienerjaren naar Los Angeles, waar hij trompet speelde en naar school ging aan het Los Angeles Conservatory. Later schakelde hij over op saxofoon en schreef de single Pachuko Hop (1952), die populair werd onder Amerikaanse latino's aan de westkust. De B-kant Motorhead Baby was de inspiratie voor de bijnaam van muzikant Motorhead Sherwood, die met Frank Zappa speelde. Het lied Pachuko Hop wordt ook verwezen in de tekst van de nummers Jelly Roll Gum Drop op het album Cruising with Ruben & the Jets (1968) van Zappa en Debra Kadabra van Frank Zappa en Captain Beefheart op hun gezamenlijke album Bongo Fury (1975). Zappa vermeldde Chuck Higgins als referentie in zijn lijst met invloeden bij zijn album Freak Out! (1966). De single Wetback Hop uit 1955, werd het onderwerp van controverse vanwege het gebruik van de denigrerende term voor Mexicanen in de titel. Het was een poging om de luisteraar te associëren met het eerdere succes van Pachuko Hop, dat verwijst naar Mexicaanse 'zoot suiters' van de jaren 1940. Het nummer verschijnt op de publicatie Jump Shot! van Rocket Sixty-Nine uit 1966.
Higgins orkest trad op tijdens de beroemde twaalfde Cavalcade of Jazz in Wrigley Field in Los Angeles, geproduceerd door Leon Hefflin sr. op 2 september 1956. Ook traden ze die dag op met Dinah Washington, The Mel Williams Dots, Julie Stevens, Little Richard , Bo Rhambo, Willie Hayden & Five Black Birds, The Premiers, Gerald Wilson & His 20-Pc. Recording Orchestra en Jerry Gray & his Orchestra.
Higgins speelde ook als sideman bij onder meer Charlie Parker en The Orioles en Johnny 'Guitar' Watson speelde korte tijd in de band van Higgins. Hij nam op voor Aladdin Records, Caddy Records, Lucky Records, Specialty Records en Dootone Records en behaalde regionaal succes tot in de jaren 1960. Halverwege de jaren 1960 verliet hij het actieve optreden om leraar te worden, hoewel hij in de jaren 1970 een paar nummers in discostijl opnam. Later dat decennium en in de jaren 1980 keerde hij terug naar de r&b in de stijl van de jaren 1950, waarbij hij zowel in clubs in Californië als Engeland toerde. Een deel van Higgins' backcatalogus werd uitgebracht bij labels voor heruitgave in de jaren 1990 en 2000.

## Overlijden
Chuck Higgins overleed in september 1999 op 75-jarige leeftijd aan de gevolgen van longkanker.
- Bibliothèque nationale de France: cb13895200k (data)
- International Standard Name Identifier: 0000 0003 8182 5145
- Library of Congress Control Number: n95056127
- MusicBrainz: 8ff3a0c7-9e98-4fbb-ba4a-e8f819e03760
- Virtual International Authority File: 261921055
- WorldCat: E39PBJht3wbqv88QqJHmtR9JjC